# Antoine Chao
Pour les articles homonymes, voir Chao.
 (juillet 2012).
Si vous disposez d'ouvrages ou d'articles de référence ou si vous connaissez des sites web de qualité traitant du thème abordé ici, merci de compléter l'article en donnant les références utiles à sa vérifiabilité et en les liant à la section « Notes et références ».
Antoine Chao, né le 15 décembre 1963 à Paris, est musicien, réalisateur et reporter de radio français.

## Biographie

### Famille et études
Antoine Chao est le fils d'une mère basque espagnole et de l'écrivain galicien Ramón Chao, et le frère du chanteur Manu Chao. Il a étudié la physique à l'Université Paris Diderot où il a obtenu son Master 2 en histoire et philosophie des sciences en 2009.

### Musicien
Antoine Chao joue de la caisse claire avec le groupe Los Carayos et de la trompette avec le groupe Chihuahua. Il participe avec son frère à la création du groupe de rock français Mano Negra et y joue de la trompette de 1988 à 1993. Il intègre par la suite la troupe de théâtre de rue Royal de luxe.
En 2014, Antoine Chao assure la création sonore de la pièce Le tireur occidental présentée au Lucernaire.

### Animateur radio
Antoine Chao devient programmateur musical de Radio Latina et y présente l'émission hebdomadaire de Jazz afro-cubain Cubano-be cubano-bop.
Antoine Chao monte en 1995 l'association Fréquences Éphémères, manufacture dispersée de production radiophonique qui organise des radios nomades et temporaires (Festival d'Uzeste, Festival des Suds à Arles...). Il est le réalisateur de l'émission Là-bas si j'y suis de Daniel Mermet sur France inter de 2001 à 2007 puis devient reporter pour l'émission.
Là-bas si j'y suis est arrêtée à la rentrée 2014. Antoine Chao devient coproducteur de l'émission Comme un bruit qui court, les autres producteurs étant Giv Anquetil et Charlotte Perry, également anciens reporters de l'émission,. En novembre, il se rend au Mexique pour réaliser un reportage sur la disparition de 43 étudiants.
À partir de 2018 il anime chaque vendredi soir à 21h40 puis, depuis 2021, chaque dimanche après-midi à 14h40 l’émission C’est bientôt demain sur France Inter. L'émission prend fin le 23 juin 2024, dans un contexte où de nombreux programmes de Radio France et France TV portant sur l'écologie sont supprimés de la grille de rentrée,,,,.